# Rocol - Melara
Rocol - Melara (italijansko Rozzol Melara) je soseska mesta Trsta na vzpetini okoli štiri kilometre vzhodno od mestnega jedra. Na severu jo omejuje gozdiček »Il Cacciatore«, na jugu ulica Cumano in ploščad Alcide De Gasperi, na zahodu ulice Settefontane, Vergerio, Revoltella, Domenico Rossetti, Eremo in San Pasquale, na vzhodu pa krožišče med ulicama Marchesetti in Forlanini. 
Znana je po trgu Vincenzo Barsigliano in po velikem kompleksu javnih stanovanj, znanem kot »Štirikotnik« (Il Quadrilatero).

## Stanovanjski kompleks
Kompleks, znan kot »Ater« po javni agenciji, ki je z njim upravljala, ali zaradi videza kot »Štirikotnik« ali »Alcatraz«, je zasnovala skupina 29 tržaških strokovnjakov pod vodstvom Carla Cellija v skladu s socio-arhitekturnimi teorijami Le Corbusierja. Namen zasnove je bil ustvariti nekakšno »neodvisno vas«, opremljeno z vsemi osnovnimi storitvami (trgovinami, šolami itd.). Kompleks v brutalističnem slogu sestavljata dve stavbi v obliki črke L,  postavljeni nasproti druga drugi v obliki kvadrata. Stavbi sta povezani s pokritimi prehodi in številnimi prostori, namenjenimi skupni rabi.
Gradil se je med letoma 1969 in 1982, prvi stanovalci so se vselili leta 1979. Zaradi zasnove in slabega upravljanja skupni prostori niso zaživeli po načrtih, kompleks pa je bil sprva prepuščen propadanju in prestopništvu. V novejšem času so se po zaslugi velikih vlaganj in osmislitvi nove identitete soseske življenjske razmere izboljšale.
V Melari je pevec Mahmood posnel videospot za pesem »Tuta gold«.